# Теодор Жерико
Теодор Жерико  (фр. Théodore Géricault; Руан, 26. септембар 1791 — Париз, 26. јануар 1824) био је француски сликар и литограф. Познат је по слици Сплав Медузe. Та слика је означила почетак романтизма у ликовној уметности. Један је од оснивача романтизма.

## Образовање
Рођен је у Руану у Француској и образован је у традицији енглеске уметности Карла Вернеа и класичне композиције Пјера Нарсиса Жерена, који је био ригорозни класициста. Жерико је брзо напустио школовање и одлучио је да проучава дела у Лувру, где је копирао дела Петер Паул Рубенса, Тицијана, Дијега Веласкеза и Рембранта. То је радио од 1810. до 1815. 

## Успех
Први велики рад Коњаник царске гарде излагао је у париском салону 1812. и приметио се утицај Рубенса и интерес за текуће теме. Са тим успехом и са амбицијом променио је смер. Следећих неколико година Жерико је израдио мале серије коња и коњаника. 
Излагао је Рањеног коњаника у париском салону 1814. на томе раду је много више радио, али слабије је био примљен. Две године након тога проучавао је конструкцију и композицију ликова, а то је произлазило из његове предодређености за драму и експресију.
Одлазио је у Фиренцу и Рим (1816-1817), где је био фасциниран Микеланђелом. Сам Рим инспирисао га је за велико платно Трка берберских коња, рад епске композиције и апстрактне теме. Жерико то платно никад није завршио и вратио се у Француску.

## Сплав „Медузе”
Жерико се стално враћао војним темама, па је направио и серију литографија са војним темама. Његов најзначајнији рад је слика Сплав „Медузе” (1819). Осликао га је према стварном догађају, када је капетан оставио посаду и путнике да умру. Тај инцидент је постао национални скандал, а Жерико је драматичном интерпретацијом представио трагедију на монументалном нивоу. Слика са једне стране оптужује корумпираност, а са друге стране драматизује вечну тему човекове борбе са природом. Млади Ежен Делакроа је позирао за једног од ликова, који су умирали. Та слика је код нас позната и под називом Бродоломци фрегате Медуза.
Сплав „Медузе” је најамбициозније Жериково дело које је насликао као одговор на политички скандал и модерну трагедију епских размера. „Медуза”, један државни брод, претрпео је бродолом пред западноафричком обалом, и потонуо заједно са стотинама људи, од којих се спасла само шачица после много дана проведених на импровизованом сплаву, који су окрутни капетан брода и његови официри препустили морским таласима. Догађај је привукао Жерикову пажњу јер је, као и многи француски либерали, био противник монархије, обновљене после Наполеона. Уложио је велики напор настојећи да постигне што већу веродостојност. Разговарао је с преживелима, дао да се изгради модел сплава, чак је проучавао и лешеве у полицијској станици. 
Ова потрага за бескомпромисном истином је учинила да дело постане снажно због својих реалистичних појединости. Ипак, све су те припреме на крају биле потчињене духу херојске драме која господари платном. Жерико приказује узбудљиви тренутак када је први пут са сплава примећен спасилачки брод. Од испружених мртвих тела и самртника у првом плану, композиција расте достижући врхунац у групи што придржава фигуру црнца који избезумљено маше, тако да је таласав покрет фигура преживелих у складу с плутањем самог сплава. Осећајући, можда, да би ова тема „човека у борби против стихије” могла бити привлачна с друге стране Ламанша, где је Копли четрдесет година раније насликао Вотсона и ајкулу, Жерико је 1820. године понео монументално платно у Енглеску и приказао га у више градова. 
Из бројних студија за Сплав „Медузе” научио је како да истражује екстремна људска стања, којих ранији сликари једва да су се и дотакли. Не само што је отишао у полицијску мртвачницу него је одлазио и у париску болницу за умоболне и тамо се спријатељио с др Жоржеом, пиониром модерне психијатрије. За њега је насликао низ портрета појединих пацијената да би илустровао различите типове душевних поремећаја. 
Класично осликавање ликова и структура композиције су у контрасту са турбулентношћу теме и слика представља један мост између неокласицизма и романтизма. На слику су утицале многе слике које је Жерико изучавао. 
Слика је јако поделила уметнике на париском Салону 1819, када је била први пут приказана. У Енглеској је слика 1820. била врло добро примљена. Једно време је Жерико сликао у Лондону.

## Каснији рад
Након повратка у Француску насликао је серију слика психијатарских пацијената. На тим сликама је успевао да документује психолошке појединце.
Последње што је радио било је проучавање епских композиција укључујући Отварање врата шпанске инквизиције и Афричка трговина робовима. Жериково здравље је било нарушено и због пада са коња и због туберкулозе. Умро је 1824. у Паризу.

## Галерија
- Официр царске гарде на коњу, Officier de chasseurs à cheval de la garde impériale chargeant (ou Chasseur de la Garde, 1812)
- Cuirassier blessé quittant le feu (1814)
- Дерби у Епсому, Le Derby d'Epsom (1821)
- L'Aliéné (1822)
- La Monomane du jeu (1819-1822)
- Мономанија зависти или Хијена из Салпетријера,'La Monomane de l'envie (ou La Hyène de la Salpêtrière, 1822)
- Портрет лудака (Човек који пати од параноидне идеје о војној части) Le Monomane du commandement militaire (1819-1822)